# Ty France
Tyler Lawrence France (Downey, California, 13 de julio de 1994), más conocido como Ty France, es un jugador profesional estadounidense de béisbol que se desempeña en la posición de primera base en Seattle Mariners, equipo de las Grandes Ligas de Béisbol (MLB).

## Carrera
Fue seleccionado en la 34.ª ronda en el Draft de la MLB de 2015. En 2019 hizo su debut profesional con el equipo San Diego Padres, en el cual jugó dos temporadas (2019-2020), después pasó a Seattle Mariners, donde lleva jugando cinco temporadas.